# Karl Svensson
Karl Svensson, född 21 mars 1984 i Jönköping, är en svensk före detta fotbollsspelare som spelade som mittback.
Karl Svensson kom till IFK Göteborg från Jönköpings Södra IF inför säsongen 2003. Karriären tog dock sin början i Egnahems BK i Huskvarna, där han tidigt visade prov på god placeringsförmåga och starkt huvudspel. Under sitt debutår i Allsvenskan spelade Svensson 13 matcher med blandat resultat. Säsongen därefter, 2004, ses allmänt som hans genombrott i Allsvenskan. Sedan IFK Göteborgs ordinarie mittback Mikael Antonsson blivit utlandsproffs fick Svensson rikligt med speltid. 
En enig journalistkår ansåg att Svensson var en starkt bidragande orsak till att IFK Göteborg det året tog en tredjeplats i serien. Många förväntade sig att Svensson i framtiden även skulle ta en ordinarie plats i landslaget. Under 2006 debuterade han i landslaget i en vänskapsmatch mot Jordanien. Nästa steg på landslagskarriären togs när han den 9 maj 2006 var en av de 23 spelare som förbundskapten Lars Lagerbäck tog ut i den svenska truppen till fotbolls-VM i Tyskland.
Strax därefter skrev Kalle Svensson på för Rangers FC. Efter ett år i klubben såldes han i juni 2007 till Caen på grund av bristande speltid.
Den 19 januari 2009 skrev Kalle Svensson ett fyraårskontrakt med IFK Göteborg. Tre år senare, i januari 2012, återvände Svensson dock till Jönköpings Södra som det nyförvärv klubben tänkt bygga sitt försvarsspel kring under de kommande säsongerna.